# B2 League
La B2 League (in giapponese: B2リーグ), è la seconda divisione professionista di pallacanestro in Giappone ed è parte integrante del sistema professionistico della B.League, organizzato dalla Japan Professional Basketball League. Fondata nel 2016 in seguito alla riorganizzazione dei campionati nazionali, la B2 League è strutturata in modo simile alla prima divisione (B1 League), con un formato che include una stagione regolare e una fase di playoff per determinare promozioni e titoli.

## Formato
Nella seconda divisione, a cui prendono parte 14 squadre squadre divise in due conference: East e West, la stagione regolare prevede un totale di 60 partite, con 42 gare contro squadre della propria conference (6 partite contro ciascuna squadra) e 18 gare contro squadre dell'altra conference (2 partite contro sette squadre e 4 partite contro l'ultima squadra rimanente).
Il sistema di qualificazione ai playoff e il formato delle partite sono identici a quelli della prima divisione: otto squadre si qualificano per i playoff, tra cui le prime tre classificate di ciascuna conference e le due squadre con il miglior record complessivo, indipendentemente dalla conference, come wild card.
I playoff si articolano in tre fasi: quarti di finale, semifinali e finale, tutte disputate al meglio delle tre partite. Ogni turno si gioca sul campo della squadra che ha ottenuto la percentuale di vittorie più alta durante la stagione regolare.
La B.League solitamente organizza ogni anno i playoff di promozione-retrocessione per determinare quali squadre della B2 League verranno promosse in prima divisione e quali squadre della B.League verranno retrocesse in B2 League per la stagione successiva. Allo stesso tempo si tengono anche i playoff di promozione-retrocessione per determinare quali squadre della B3 League verranno promosse in seconda divisione e quali squadre della seconda divisione verranno retrocesse in B3 League per la stagione successiva.

## Regole giocatori stranieri
Ogni club della seconda divisione può registrare fino a tre giocatori stranieri, escluso un giocatore nato all'estero ma naturalizzato cittadino giapponese. Durante le partite, è consentito schierare in campo contemporaneamente un massimo di due giocatori stranieri, mentre i giocatori naturalizzati sono considerati cittadini giapponesi e non sono soggetti a restrizioni. Ogni squadra può avere un solo giocatore naturalizzato.
In conformità con i regolamenti della Federazione cestistica del Giappone, i cittadini stranieri nati o cresciuti in Giappone e che abbiano completato la scuola elementare e la scuola media inferiore in Giappone non saranno considerati giocatori stranieri ai fini di queste regole.

## B2 League 2025-2026
| Conference | Squadra                | Città, Prefettura    | Arena                                              | Capienza |
| ---------- | ---------------------- | -------------------- | -------------------------------------------------- | -------- |
| Est        | Aomori Wat's           | Aomori, Aomori       | Aomori Arena                                       | 5,000    |
| Est        | Fukui Blowinds         | Fukui, Fukui         | Fukui Prefectural Gymnasium                        | 3,975    |
| Est        | Fukushima Firebonds    | Kōriyama, Fukushima  | Koriyama General Gymnasium                         | 7,056    |
| Est        | Iwate Big Bulls        | Morioka, Iwate       | Morioka Takaya Arena                               | 5,058    |
| Est        | Shinshu Brave Warriors | Chikuma, Nagano      | Mashima General Sports Arena                       | 7,000    |
| Est        | Yamagata Wyverns       | Tendō, Yamagata      | Yamagata Prefectural General Sports Park Gymnasium | 3,976    |
| Est        | Yokohama Excellence    | Yokohama, Kanagawa   | Yokohama Budokan                                   | 3,000    |
| Ovest      | Bambitious Nara        | Nara, Nara           | Naraden Arena                                      | 1,000    |
| Ovest      | Ehime Orange Vikings   | Matsuyama, Ehime     | Matsuyama City General Community Center            | 2,516    |
| Ovest      | Kagoshima Rebnise      | Kagoshima, Kagoshima | Kagoshima Arena                                    | 5,000    |
| Ovest      | Kobe Storks            | Kōbe, Hyōgo          | World Memorial Hall                                | 8,000    |
| Ovest      | Kumamoto Volters       | Kumamoto, Kumamoto   | Kumamoto Prefectural Gymnasium                     | 4,110    |
| Ovest      | Rizing Zephyr Fukuoka  | Fukuoka, Fukuoka     | Teriha Sekisui House Arena                         | 5,042    |
| Ovest      | Veltex Shizuoka        | Shizuoka, Shizuoka   | Shizuoka City Central Gymnasium                    | 1,000    |

## Albo d'oro
| Stagione  | Vincitore                                 | Serie                                     | Secondo Posto                             |
| 2016-2017 | Nishinomiya Storks                        | 85-79                                     | Shimane S. Magic                          |
| 2017-2018 | Rizing Z. Fukuoka                         | 2-1                                       | Akita N. Happinets                        |
| 2018-2019 | Shinshu B. Warriors                       | 2-0                                       | Gunma C. Thunders                         |
| 2019-2020 | Annullato a causa della pandemia COVID-19 | Annullato a causa della pandemia COVID-19 | Annullato a causa della pandemia COVID-19 |
| 2020-2021 | Gunma C. Thunders                         | 2-1                                       | Ibaraki Robots                            |
| 2021-2022 | Fighting E. Nagoya                        | 2-1                                       | Sendai 89ers                              |
| 2022-2023 | Saga Ballooners                           | 2-0                                       | Nagasaki Velca                            |
| 2023-2024 | Shiga Lakes                               | 2-0                                       | Koshigaya Alphas                          |
| 2024-2025 | Altiri Chiba Toyama Grouses               | serie annullata                           | serie annullata                           |

## Titoli per squadra
| Club                | Titolo | Città       | Anno |
| ------------------- | ------ | ----------- | ---- |
| Toyama Grouses      | 1      | Toyama      | 2025 |
| Altiri Chiba        | 1      | Chiba       | 2025 |
| Shiga Lakes         | 1      | Ōtsu        | 2024 |
| Saga Ballooners     | 1      | Saga        | 2023 |
| Fighting E. Nagoya  | 1      | Nagoya      | 2022 |
| Gunma C. Thunders   | 1      | Ōta         | 2021 |
| Shinshu B. Warriors | 1      | Chikuma     | 2019 |
| Rizing Z. Fukuoka   | 1      | Fukuoka     | 2018 |
| Kobe Storks         | 1      | Nishinomiya | 2017 |